# 9,10-二碲杂蒽
9,10-二碲杂蒽或碲蒽是一种有机碲化合物，化学式为C12H8Te2。

## 制备
9,10-二碲杂蒽最初由Schmidt和Schumann于1964年通过四苯基锡和碲的反应制得。它也可由1,2-苯二基汞和碲在250 °C、低于1 torr的压力下反应制得。